# ون جونز
ون جونز (انگلیسی: Van Jones؛ زادهٔ ۲۰ سپتامبر ۱۹۶۸) مؤلف، وکیل اهل ایالات متحده آمریکا است. وی همچنین برندهٔ جوایزی همچون جوایز امی ساعات پربیننده شده‌است.